# Armada waterstoni
Armada waterstoni là một loài bướm đêm trong họ Noctuidae.